# تنوع النوكليوتيد
تنوع النوكليوتيد (بالإنجليزية: Nucleotide diversity)‏ هو مصطلح في علم الوراثة الجزيئي، يستخدم لقياس درجة تعدد الأشكال لدى السكان.
في سنة 1979، قام ني ووين شيونغ لي، باقتراح أول مقياس يستخدم في قياس هذا التنوع، ويتم تعريف هذا الإجراء بأنه متوسط عدد اختلافات (فروقات) النوكليوتيدات، لكل موقع يوجد بين أي اثنين من سلاسل الحمض النووي تم اختيارها عشوائيا من عينة السكان، ويرمز لها ب π.
يمثل الرمز الأول والثاني التكرارات على التتابع، ويمثل n اختلافات (فروقات) النوكليوتيدات لكل موقع يوجد بين أي اثنين من سلاسل الحمض النووي، ويتم إجراء الجمع على كل الأزواج المنفصلة دون تكرار.
يتم إعطاؤه بالصيغة:
{\displaystyle \pi =\sum _{ij}x_{i}x_{j}\pi _{ij}=2*\sum _{i=2}^{n}\sum _{j=1}^{i-1}x_{i}x_{j}\pi _{ij}}
حيث {\displaystyle x_{i}} {\displaystyle x_{j}} هي ترددات كل من {\displaystyle i} و {\displaystyle j} تسلسل، {\displaystyle pi_{ij}} هو عدد اختلافات النيوكليوتيد لكل موقع نيوكليوتيد بين {\displaystyle i} th و {\displaystyle j} تسلسل، {\displaystyle n} هو عدد التسلسلات في العينة.
تنوع النوكليوتيدات، هو على قدر من الاختلاف الجيني. ويرتبط عادة مع المقاييس الإحصائية الأخرى لتنوع السكان، وهو مشابه لتغاير الزيجوت المتوقع. ويمكن حساب تنوع النكليوتيد، من خلال دراسة تسلسل الحمض النووي مباشرة، أو يمكن تقديره باستخدام بيانات العلامة الجزيئية، مثل مؤشرات المكاثرة العشوائية لقطع الـحامض النووي المتباينة، تقنية تعدد الأشكال الطولي للقطع المضخمة.

## البرامج
- DnaSPتسلسل الحمض النووي متعدد الأشكال، هو مجموعة من البرامج لتحليل تعدد أشكال النوكليوتيدات، الخاصة بانحياز لبيانات تسلسل الحمض النووي.

ميجا، وهو تحليل علم الوراثة الجزيئي التطوري، هو مجموعة من البرامج المستخدمة لتقدير معدلات التطور الجزيئي، فضلا عن توليد شجرة المَحْتِد، والتوفيق بين تسلسل الحمض النووي. يمكن استخدام هذا البرنامج على كل من نظامي تشغيل ا لويندوز ولينوكس.
- Arlequin3 ويمكن استخدام البرنامج لإجراء العمليات الحسابية لتنوع النوكليوتيدات، ومجموعة متنوعة من الاختبارات الإحصائية الأخرى، لما بين السكان، داخل السكان. متاح على نظام ويندوز.